# SummerSlam (2019)
SummerSlam (2019) là một sự kiện pay-per-view đấu vật chuyên nghiệp và sự kiện của WWE Network do WWE tổ chức dành cho các thương hiệu Raw, SmackDown Live! và 205 Live. Nó được diễn ra vào ngày 11 tháng 8 năm 2019 tại Scotiabank Arena ở Toronto, Ontario, Canada. Đây sẽ là sự kiện SummerSlam lần thứ 32 và lần thứ 2 được tổ chức tại địa điểm này. Lần khác vào 2004.
Chương trình có tất cả mười ba trận đấu, trong đó có 3 trận trong pre-show. Trong sự kiện chính, Seth Rollins đánh bại Brock Lesnar để giành đai WWE Universal Championship. Trong các trận nổi bật khác, Bray Wyatt trong nhân vật The Fiend đánh bại Finn Bálor, Charlotte Flair đánh bại Trish Stratus bằng cách đệ trình, Kevin Owens đánh bại Shane McMahon và vẫn được thi đấu tiếp tại WWE và Kofi Kingston đã đấu với Randy Orton để tranh đai WWE Championship, và Goldberg đánh bại Dolph Ziggler.

## Cốt truyện
Chương trình sẽ bao gồm 12 trận đấu, bao gồm 3 trong pre-show. Các trận đấu bắt nguồn từ các cốt truyện kịch bản, trong đó các đô vật sẽ thể hiện mình là nhân vật anh hùng, nhân vật phản diện, hoặc các nhân vật ít phân biệt hơn trong các sự kiện, kịch bản trước gây căng thẳng mà lên đến đỉnh điểm trong một trận đấu vật hoặc loạt trận đấu vật. Kết quả được xác định trước bởi các nhà viết kịch bản của WWE thuộc các nhãn hiệu sau Raw, SmackDown, 205 Live, trong khi các cốt truyện được sản xuất trên các chương trình truyền hình hàng tuần của WWE như Raw, SmackDown và 205 Live. Hell in a Cell (2019)
Tại WrestleMania 35, Seth Rollins đánh bại Brock Lesnar để giành đai WWE Universal Championship. Lesnar không xuất hiện trong vài tuần trước khi trở lại tại Money in the Bank (2019) và giành được vali. Anh sau đó trêu chọc nhiều lần, Lesnar chính thức cash-in tại Extreme Rules (2019) và giành lại đai ngay sau khi Seth Rollins cũng vừa giữ lại danh hiệu. Raw đêm sau, Rollins thắng trận Royal 10 người và được tái đấu Brock Lesnar để tranh đai. Tại show Raw Reunion, Paul Heyman, đại diện của Brock Lesnar nói Brock giành đai của Rollins theo cách Rollins lấy đai của Brock Lesnar.
Show Raw 15/7, Naomi, Natalya, Alexa Bliss và Carmella đấu với nhau trong trận elimination bốn người để tìm ra ứng cử viên số một tranh đai Raw Women's  Championship với Becky Lynch tại SummerSlam. Natalya đã thắng khi loại Alexa Bliss. Sau trận đấu của Lynch vào ngày 29/7, Natalya đã tung Sharpshooter cho nhà vô địch và nói trận đấu giữa họ tại SummerSlam sẽ là trận đấu đệ trình.
Show Smackdown 16/7, sau khi Ember Moon đánh bại Mandy Rose và Sonya Deville trong trận đồng đội, Bayley chọn cô là ứng cử viên số một để tranh đai của mình tại SummerSlam.
Vào mùa hè 2019, Kevin Owens bắt đầu thù Shane McMahon vì Shane luôn lấn áp màn hình mỗi tuần, thậm chí nhiều quyền lực hơn những gì gia đình McMahon (gồm Vince McMahon, Shane McMahon, Stephanie McMahon và Triple H) đã hứa vài tháng trước đó. Mặc dù Shane đã ra lệnh cấm với Kevin ở Smackdown nhưng Owens vẫn cố xuất hiện và tấn công Shane vào thời điểm thích hợp. Tại Raw Reunion ngày 22/7, Owens thách đấu Shane tại SummerSlam và cũng nói nếu thua anh sẽ rời WWE và Shane đã chấp nhận.
Show Smackdown 23/7, nhà vô địch WWE Championship Kofi Kingston đã chọn Randy Orton làm đối thủ của mình tại SummerSlam. Kingston nói về mối thù giữa họ trong quá khứ vào năm 2009 khi Kofi đánh bại Orton, và nói Orton sử dụng ảnh hưởng của mình để ngăn Kofi lại khỏi sự kiện chính. Và Orton nói anh đã đúng khi ngăn Kofi lại và chấp nhận thử thách.
Sau Super Shake-up vào tháng 4, Bray Wyatt, người không xuất hiện từ mùa hè năm ngoái, bắt đầu xuất hiện trở lại làm người dẫn trong Firefly Funnhouse. Cuối cùng, anh tiết lộ mình sẽ là một nhân vật mới có tên "The Fiend". Sau trận đấu mà Finn Bálor thắng, khi anh đang ăn mừng chiến thắng cùng khán giả, bỗng đèn điện bị ngắt, Wyatt xuất hiện dưới hình dạng Ác Ma và tấn công Bálor. Tuần sau tại Smackdown, Bálor thách đấu Wyatt tại SummerSlam. Wyatt được chiếu trên màn hình chính đã nói mình là fan của Bálor nhưng The Fiend thì không và The Fiend đã chấp nhận.
Tại Extreme Rules, A.J. Styles đánh bại Ricochet để giành đai WWE United States Championship nhờ sự can thiệp từ các đồng đội OC (Luke Gallows và Karl Anderson). Raw 29/7, Ricochet thắng một trận Gauntlet sau khi đánh bại Rey Mysterio, Cesaro, Sami Zayn và Andrade và có một trận tái đấu cho danh hiệu tại SummerSlam.
Smackdown 23/7, WWE Hall of Fame Shawn Michaels là khách mời đặc biệt của "Miz TV". Dolph Ziggler gián đoạn chương trình và xúc phạm Michaels. Miz can thiệp và yêu cầu Dolph rời đi, chỉ chờ Michaels kéo Ziggler quay lại, Dolph đã định đánh Michaels nhưng nhầm vào Miz. Dolph sau đó tung Super Kick với Michaels. Tuần sau, một trận đấu giữa Miz và Ziggler tại SummerSlam. Trong khi ký bản giao kèo vào ngày 5 tháng 8 tại Raw, Miz tiết lộ rằng trận đấu giữa họ thực sự sẽ diễn ra tại Raw chứ không phải SummerSlam. Sau đó, người ta cho rằng Michaels là đối thủ của Ziggler nhưng Michaels từ chối. Và, nhạc của Goldberg vang lên. Goldberg xuất hiện rồi tiến vào võ đài, còn Ziggler vội bỏ chạy. Rồi Goldberg ký vào giao kèo, như vậy trận đấu sẽ là Goldberg đôi đầu Ziggler tại SummerSlam.
Trong hậu trường Smackdown, Charlotte Flair lên tiếng bày tỏ không hài lòng khi không được thi đấu tại SummerSlam. Mặc dù không có trong cốt truyện, Flair nói mình sẽ xuất hiện ở đó để chứng minh mình là "nữ siêu sao vĩ đại nhất mọi thời đại". Tuần sau, WWE Hall of Fame Trish Stratus là khách mời của Jerry Lawler. Flair chen ngang, đồng thời thách đấu Trish tại SummerSlam. Sau khi từ chối ý kiến của Flair nhưng Trish đã đồng ý.
205 Live 8/6, Oney Lorcan thắng trận sáu người trước Akiza Tozawa, Ariya Daivari, Gentleman Jack Gallagher, Kalisto và Tony Nese để được tranh đai WWE Cruiserweight Championship với Drew Gulak tại SummerSlam.

## Sự kiện
| Vai trò:                          | Tên:                              |
| --------------------------------- | --------------------------------- |
| Người bình luận tiếng Anh         | Michael Cole (Raw)                |
| Người bình luận tiếng Anh         | Corey Graves (Raw/SmackDown)      |
| Người bình luận tiếng Anh         | Renee Young (Raw)                 |
| Người bình luận tiếng Anh         | Tom Phillips (SmackDown)          |
| Người bình luận tiếng Anh         | Byron Saxton (SmackDown)          |
| Người bình luận tiếng Anh         | Vic Josheph (205 Live)            |
| Người bình luận tiếng Anh         | Nigel McGuinness (205 Live)       |
| Người bình luận tiếng Anh         | Aiden English (205 Live)          |
| Người bình luận tiếng Tây Ban Nha | Carlos Cabrera                    |
| Người bình luận tiếng Tây Ban Nha | Marcelo Rodríguez                 |
| Người bình luận viên tiếng Đức    | Carsten Schaefer                  |
| Người bình luận viên tiếng Đức    | Tim Haber                         |
| Người bình luận viên tiếng Đức    | Calvin Knie                       |
| Người thông báo                   | Greg Hamilton (SmackDown/205 Live |
| Người thông báo                   | Mike Roma (Raw)                   |
| Trọng tài                         | Danilo Anfibio                    |
| Trọng tài                         | John Cone                         |
| Trọng tài                         | Dan Engler                        |
| Trọng tài                         | Darrick Moore                     |
| Trọng tài                         | Chad Patton                       |
| Trọng tài                         | Darryl Sharma                     |
| Trọng tài                         | Ryan Tran                         |
| Trọng tài                         | Drake Wuertz                      |
| Người phỏng vấn                   | Kayla Braxton                     |
| Người phỏng vấn                   | Sarah Schreiber                   |
| Người điều khiển trước trận đấu   | Jonathan Coachman                 |
| Người điều khiển trước trận đấu   | Charly Caruso                     |
| Người điều khiển trước trận đấu   | David Otunga                      |
| Người điều khiển trước trận đấu   | Beth Phoenix                      |
| Người điều khiển trước trận đấu   | The Miz                           |
| Người điều khiển trước trận đấu   | Mick Foley                        |
| Người điều khiển trước trận đấu   | Booker T                          |
| Người điều khiển trước trận đấu   | Jerry Lawsler                     |
| Người phỏng vấn pre-show          | Sam Roberts                       |
| Người phỏng vấn pre-show          | JBL                               |

### Trước buổi diễn
Ba trận đấu đã được tranh cãi trong pre-show. Trong trận đầu tiên, Drew Gulak bảo vệ đai vô địch Cruiserweight trước Orney Lorcan. Cuối cùng, Gulak đã dùng một chiếc áo giáp Argentina để giữ lại danh hiệu.
Tiếp theo, Buddy Murphy đối đầu Apollo Crews. Cuối cùng, Murphy bị Rowan tấn công, do đó Murphy thắng thông qua luật phạm quy. Sau trận đấu, Rowan tấn công Murphy tại Ringside và tung Powerbomb lên Murphy.
Sau đó, Elias biểu diễn một bài hát, trong đó có những lời hát nhằm xúc phạm Toronto khiến người dân Toronto và WWE Hall of Fame Edge phải chen ngang. Sau khi có một số lời lăng mạ nhau, Edge tung Spears với Elias.

### Trận đấu sơ bộ
Sự kiện pay-per-view bắt đầu bằng trận tranh đai WWE Women's Championship giữa Natalya và Becky Lynch. Trong trận đấu, Lynch đã tung đòn Sharpshooter của Natalya với Natalya, tuy nhiên Natalya ngay lập tức đáp trả bằng đòn Dish-arm-her cũng của Becky. Trong cao trào, Natalya chỉ tung Sharpshooter với Lynch nhưng cuối cùng Lynch tung Dish-arm-her với Natalya buộc Natalya phải đầu hàng.
Tiếp theo, Goldberg đấu với Dolph Ziggler. Ngay khi bắt đầu trận đấu, Ziggler tung Superkick với Goldberg. Ziggler tung thêm một đòn Superkick nữa, nhưng khi Ziggler tung cú Superkick thứ ba thì Goldberg tung Spear và sau đó là Jackhammer với Ziggler để giành chiến thắng trong trận đấu chỉ kéo dài đúng hai phút. Sau trận đấu, Ziggler chế nhạo Goldberg, nhưng bị Goldberg tung Spear. Sau khi Goldberg rời hậu trường, Ziggler lại trêu chọc khiến Goldberg trở lại và tung thêm một đòn Spear.
Sau đó, AJ Styles từ OC (các thành viên khác của OC là Luke Gallows và Karl Anderson) bảo vệ đai WWE United States Championship trước Ricochet. Cuối cùng, khi Ricochet thử Phoenix Splash trên Styles, Styles phản đòn và tung Clash Styles để giữ danh hiệu. Sau trận đấu, OC tung Magic Killer với Ricochet.
Trong trận thứ tư, Bayley bảo vệ danh hiệu đai WWE Women's Championship trước Ember Moon. Cuối cùng, Bayley tung Bayley to Bayley trên sợi dây cao nhất để bảo vệ đai.
Sau đó, Kevin Owens đặt sự nghiệp của mình để đấu với Shane McMahon. Trước khi bắt đầu, Shane đã giới thiệu Elias là người thi hành khách đặc biệt. Trong trận đấu, Elias đánh lạc hướng Owens cho phép Shane dễ dàng tấn công Owens. Shane đỡ được cú Powerbomb và DDT liền nhau. Owens cuối cùng tung Powerbomb với Shane, nhưng Elias kéo trọng tài ra khỏi võ đài, khiến mất khả năng của trọng tài. Owens tấn công Elias bằng ghế nhiều lần và làm choáng váng Shane để kết thúc trận đấu và giữ được công việc.
Tiếp theo, Charlotte Flair đối đầu với Trish Stratus. Stratus tung đòn khóa với Flair. Stratus suýt thực hiện được đòn Stratusfaction. Nhưng Flair tung đòn khóa với Stratus để giành chiến thắng. Sau trận đấu, Stratus được hoan nghênh nhiệt liệt.
Sau đó, Kofi Kingston bảo vệ đai WWE Championship với Randy Orton. Orton đã tung nhiều đòn phụ với Kofi. Khi Orton chạy để tung đòn, Kingston đã phản công, tung DDT và suýt ngã. Orton đã tung RKO với Kofi nhưng Kofi đã lăn ra khỏi võ đài. Orton đã chế nhạo gia đình Kofi, những người ngồi ở ghế hàng đầu và một cuộc cãi lộn nhau giữa hai người tại võ đài. Do đó, Kofi vẫn giữ đai. Sau trận đấu, Kofi vẫn tiếp tục đánh Orton vì đã cố theo đuổi gia đình anh tại võ đài.
Trong trận áp chót, The Fiend Bray Wyatt đối đầu với Finn Bálor. The Fiend thống trị trận đấu, và phản đòn Coup de Grace từ Bálor và Mandible Claw khiến Bálor bất tỉnh. Và Bray Wyatt thắng trận đấu.

### Sự kiện chính
Trong sự kiện chính, Brock Lesnar (đi cùng Paul Heyman) bảo vệ đai WWE Universal Championship trước Seth Rollins. Bắt đầu trận đấu, Rollins tung trượt đòn Stomp. Rollins sau đó tung thêm hai cú superkicks và đòn Stomp, nhưng Lesnar tránh được và tung F-5. Lesnar liên tục làm German và vertical supelexs với Rollins. Ở ngoài võ đài, Rollins cố chống lại với đòn flog splash vào Lesnar và tiếp tục tung Spanish lên bàn bình luận và sau đó là một đòn Stomp trong võ đài. Cuối trận đấu, Rollins tung thêm cú Stomp lần ba. Lesnar tránh được và vẫn tung cú F-5 lần hai với Rollins, tuy nhiên, Rollins vẫn gượng dậy và làm đòn superkicks và tung cú Stomp lần ba vào Lesnar kết thúc trận đấu và giành đai.

## Sau sự kiện

### Tại Raw
Đêm tiếp theo tại Raw, nhà vô địch WWE Universal Championship Seth Rollins cảm ơn khán giả vì sự ủng hộ to lớn của họ tại SummerSlam. Sau đó, The OC (AJ Styles, Luke Gallows, Karl Anderson) chen ngang. Styles nói mình là nhà vô địch còn tốt hơn trước Rollins, và muốn một trận đấu giữa họ để chứng minh điều đó. Trận đấu kết thúc khi Luke Gallows và Karl Anderson can thiệp. Ricochet và Braun Strowman liền chạy ra võ đài để ứng cứu. Cũng trong hôm đó, Paul Heyman nói rằng ông được các nhân viên cấp cao của WWE thông báo Brock Lesnar sẽ không có được trận tái đấu với Seth Rollins để giành đai Universal Championship.
Trong cuộc phỏng vấn nhà vô địch WWE Raw Women's Championship Becky Lynch nói cô tôn trọng Natalya và đưa ra lời cảnh báo cho toàn bộ các đô vật nữ khác. Natalya sau đó xuất hiện với cánh tay băng bó do bị thương và nói cô sẽ đối đầu với Becky một lần nữa nhưng bị gián đoạn bởi người mới trở lại Sasha Banks, người đã không xuất hiện từ WrestleMania 35. Banks lúc đầu ôm và an ủi Natalya nhưng sau đó tấn công cô, chính thức quay gót thành nhân vật phản diện. Lynch liền ra cứu nhưng bị Banks tấn công bằng một chiếc ghế thép.

### SmackDown Live!
Tại SmackDown Live! tuần sau, Kevin Owens cho biết sẽ chiếu lại kỉ niệm khi đánh bại Shane McMahon và chuyển sự chú ý của mình sang giải King of the Ring được công bố gần đây. Tuy nhiên, anh bị chen ngang bởi Shane và gọi Owens là kẻ lừa đảo rồi phạt Owens 100 000$ vì đã tấn công Elias. Owens sau đó được lên lịch sẽ đấu với Samoa Joe, và Shane một lần nữa bổ nhiệm Elias làm người thi hành khách đặc biệt và đã ăn gian bằng cách đếm nhanh ba tiếng.
New Day (những người vô địch WWE SmackDown Tag Team Championship Xavier Woods và Big E và WWE Championship Kofi Kingston) đối đầu, Randy Orton và The Rivival (Scotch Dawson và Dash Wilder) trong trận đồng đội sáu người và Orton và Rivival đã thắng. Trong trận đấu, Orton tung cả ba lần đòn RKO với từng thành viên New Day.
Cũng tại SmackDown Live!, Daniel Bryan và Rowan buộc Buddy Murphy nói dối Rowan là kẻ tấn công Roman Reigns. Sau đó, Bryan và Rowan đã tiết lộ với Reigns rằng họ đã tiến hành cùng nhau điều tra riêng và đã phát hiện ra kẻ tấn công Reigns và cho biết danh tính của kẻ tấn công vào tuần tới.

### 205 Live
Tại 205 Live, Oney Lorcan đã có trận tái đấu với Drew Gulak cho đai vô địch bán nặng nhưng để thua.

## Trận đấu
| #                                                                                     | Kết quả                                                                           | Thể loại | Thời gian |
| ------------------------------------------------------------------------------------- | --------------------------------------------------------------------------------- | --- | --------- |
| 1P                                                                                    | Drew Gulak (c) đánh bại Oney Lorcan                                               | Trận đấu đơn cho đai WWE Cruiserweight Championship                                                              | 8:45      |
| 2P                                                                                    | Buddy Murphy đánh bại Apollo Crews bằng cách loại                                 | Trận đấu đơn không áp dụng luật phạm quy                                                                         | 4:20      |
| 3P                                                                                    | Alexa Bliss và Nikki Cross (c) đánh bại The IIconics (Billie Kay và Peyton Royce) | Trận đấu đồng đội cho WWE Women's Tag Team Championship                                                          | 6:15      |
| 4                                                                                     | Becky Lynch (c) đánh bại Natalya                                                  | Trận đấu đơn cho WWE Raw Women's Championship                                                                    | 12:35     |
| 5                                                                                     | Goldberg đánh bại Dolph Ziggler                                                   | Trận đấu đơn | 1:50      |
| 6                                                                                     | AJ Styles (c) (với Luke Gallows và Karl Anderson) đánh bại Ricochet               | Trận đấu đơn cho đai WWE United States Championship                                                              | 13:00     |
| 7                                                                                     | Bayley (c) đánh bại Ember Moon                                                    | Trận đấu đơn cho WWE SmackDown Women's Championship                                                              | 10:00     |
| 8                                                                                     | Kevin Owens đánh bại Shane McMahon                                                | Trận đấu đơn Nếu Owens thua, anh sẽ không được thi đấu tiếp tại WWE. Elias là người thi hành luật khách đặc biệt | 9:20      |
| 9                                                                                     | Charlotte Flair đánh bại Trish Stratus                                            | Trận đấu đơn | 16:40     |
| 10                                                                                    | Kofi Kingston đánh bại Randy Orton với tỉ số kép                                  | Trận đấu đơn tranh đai WWE Championship                                                                          | 16:45     |
| 11                                                                                    | The Fiend Bray Wyatt đánh bại Finn Bálor                                          | Trận đấu đơn | 3:25      |
| 12                                                                                    | Seth Rollins đánh bại Brock Lesnar                                                | Trận đấu đơn cho đai WWE Universal Championship                                                                  | 13:25     |
| - (c) – chỉ người vô địch bước vào trận đấu - P – chỉ trận đấu diễn ra trong pre-show |                                                                                   | |           |